# John J. Delaney

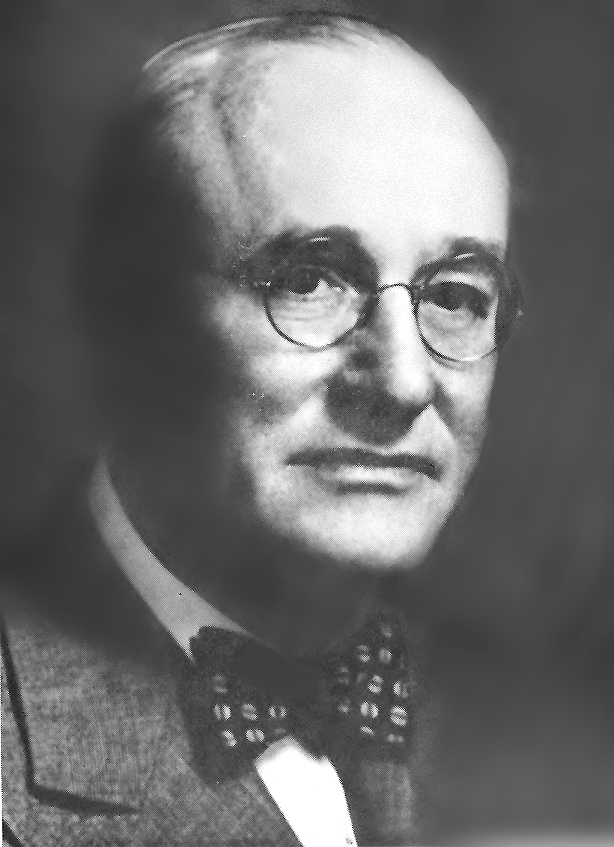
John J. Delaney

John Joseph Delaney (* 21. August 1878 in Brooklyn, New York; † 18. November 1948 ebenda) war ein US-amerikanischer Politiker der Demokratischen Partei, der den Bundesstaat New York viele Jahre im US-Repräsentantenhaus vertrat.

## Leben
Nach dem Besuch der St. Ann’s Parochial School, der St. James’ Academy in Brooklyn und des Manhattan College in New York City war er als Kaufmann im Diamantenhandel tätig, ehe er später ein Studium der Rechtswissenschaften an der Law School der St. Lawrence University absolvierte. Nach der anwaltlichen Zulassung nahm er 1915 eine Tätigkeit als Rechtsanwalt in New York City auf.
Bei einer wegen des Rücktritts von John Joseph Fitzgerald notwendig gewordenen Nachwahl  wurde er als Kandidat der Demokratischen Partei zum Mitglied des US-Repräsentantenhauses gewählt und gehörte diesem für den 7. Kongresswahlbezirk New Yorks zunächst vom 5. März 1918 bis zum 3. März 1919. 1918 verzichtete er auf eine erneute Kandidatur und nahm stattdessen seine Arbeit als Anwalt wieder auf. Sowohl 1922 als auch 1924 war er Mitglied der Democratic State Conventions in New York. Danach war er von 1924 bis 1931 stellvertretender Kommissar (Deputy Commissioner) für die öffentlichen Märkte von New York City.
Nach dem Tod des bereits gewählten, allerdings nicht vereidigten Matthew Vincent O’Malley wurde Delaney abermals als Vertreter des 7. New Yorker Kongresswahlbezirks in das US-Repräsentantenhaus gewählt und gehörte diesem nach acht anschließenden Wiederwahlen vom 3. November 1931 bis zu seinem Tod an. Nach seinem Tod wurde er auf dem Holy Cross Cemetery in Brooklyn bestattet. Nachfolger als Kongressabgeordneter wurde Louis B. Heller.